# Ślizgacz (kolejnictwo)
Ślizgacz – część odbieraka prądu bezpośrednio współpracująca z przewodem jezdnym sieci trakcyjnej. Na kolejach polskich nakładka ślizgacza dawniej (do roku 2011) wykonana była z twardej miedzi, górna jej część miała wyżłobione rowki wypełnione smarem grafitowym. Obecnie nakładki miedziane zastąpione zostały grafitowymi, które mniej zdzierają przewody. Na wielkość ślizgacza ma wpływ odbierany prąd (bardziej masywny przy niższych napięciach – większe prądy) i obowiązująca skrajnia taboru. Aby wymusić równomierne zużycie górnej powierzchni stosuje się zygzakowanie przewodu jezdnego nad torem prostym (na łuku sieć trakcyjna zygzakuje samoczynnie).
Oprócz odbioru prądu z sieci, ślizgacza używa się także do usuwania lodu z przewodu jezdnego – w tym celu wyposaża się go w specjalny wibrator, przymocowany od spodu do jego konstrukcji i napędzany sprężonym powietrzem dostarczanym rurą z pojazdu trakcyjnego. Bez takiego urządzenia pojazd przy oblodzeniu przewodów powinien poruszać się przy podniesionych przynajmniej dwóch pantografach.
Zjawiskiem wielce destruktywnym zarówno dla ślizgaczy, jak i dla sieci jezdnej, jest łuk elektryczny, powstający najczęściej wskutek oderwania się ślizgacza od przewodu lub zbyt wielkich zmian napięcia przy przejeżdżaniu np. przez izolatory sekcyjne), a także podczas dużego poboru prądu – na przykład przy ogrzewaniu składu wagonów w czasie postoju; w skrajnych przypadkach może nawet dojść do zespawania się przewodu i nakładki stykowej, przy czym drobne zespawanie momentalnie powiększa się ze względu na nagłe zwiększenie gęstości prądu, jaki zaczyna przepływać w takim punkcie styczności. Innym niepożądanym zjawiskiem są bryzgi smaru – dlatego też podczas jazdy połączonych dwóch lokomotyw, prowadzący elektrowóz ma zwykle podniesiony przedni pantograf, aby ograniczyć brudzenie szyb drugiej. Jazdę na pierwszym pantografie praktykuje się z podobnych względów także przy przewożeniu niektórych ładunków – np. samochodów.
Natomiast zjawiskiem niezwykle pożądanym w czasie współpracy ślizgacza z siecią napowietrzną jest samoczynne smarowanie elektryczne.
Na świecie stosuje się trzy podstawowe typy nakładek ślizgowych, przykręcanych śrubami do ślizgacza – węglowe, metalowo-węglowe (węglowe otoczone metalową otuliną bądź spieki) oraz całkowicie metalowe (np. miedziane czy z różnych stopów, zawierających przykładowo mangan). Ślizgacze tramwajowych pantografów typu OTK-1, OTK-2, Stemmann i podobnych są wyposażone w nakładki węglowe.
Ślizgacze tzw. listwowe, stosowane w pojazdach szynowych, nie zapewniają prowadzenia po przewodzie jezdnym, a jedynie docisk do niego (zwykle od spodu); trolejbusowe odbieraki prądu mają inny typ ślizgacza, tzw. łyżwowy, który, obejmując przewód od dołu i po bokach, zapewnia prowadzenie odbieraka po przewodzie jezdnym. W odbierakach tych stosuje się nakładki miedziane lub węglowe.

## Galeria

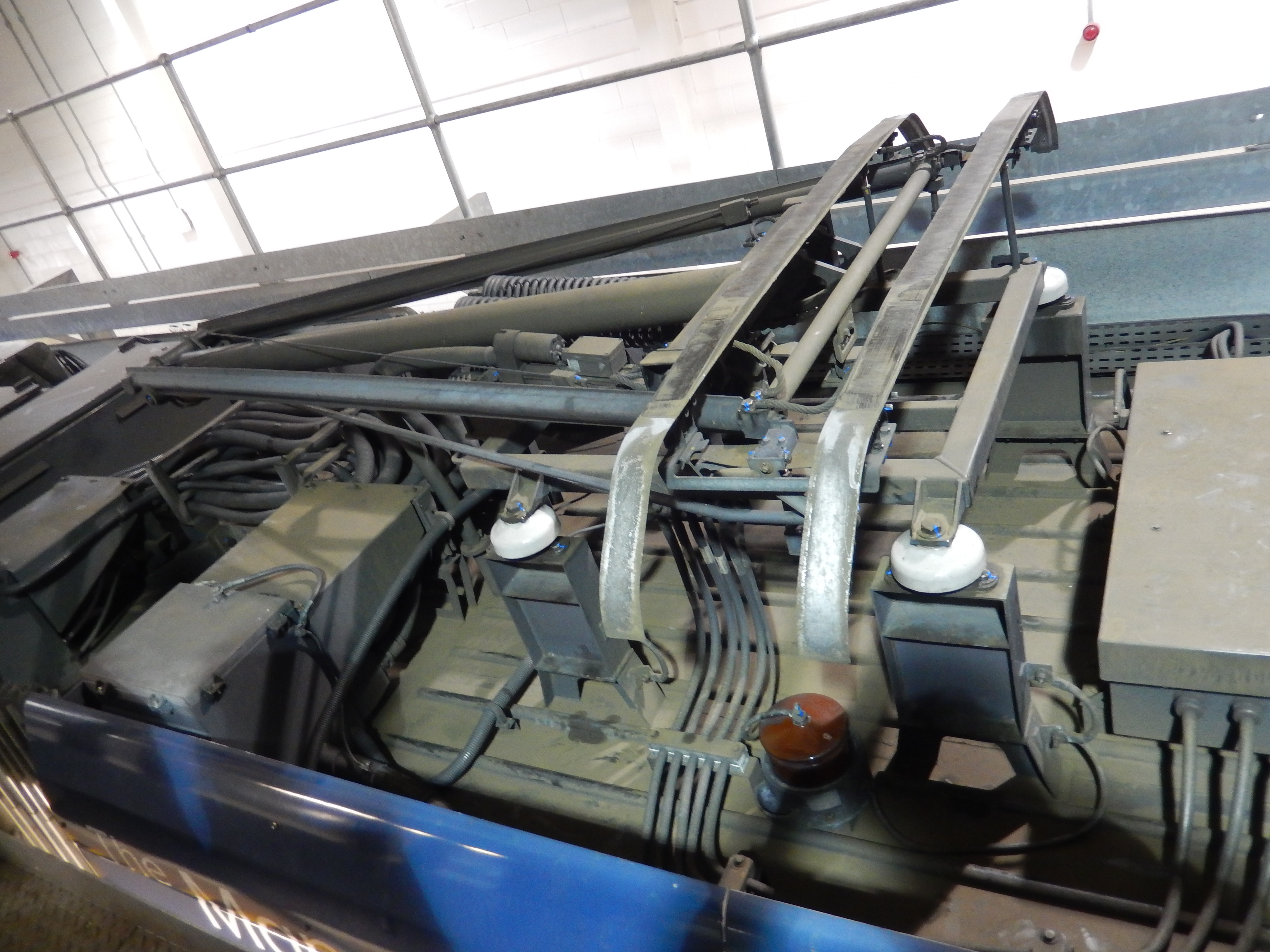
Pantograf kolejowy ze ślizgaczami grafitowymi
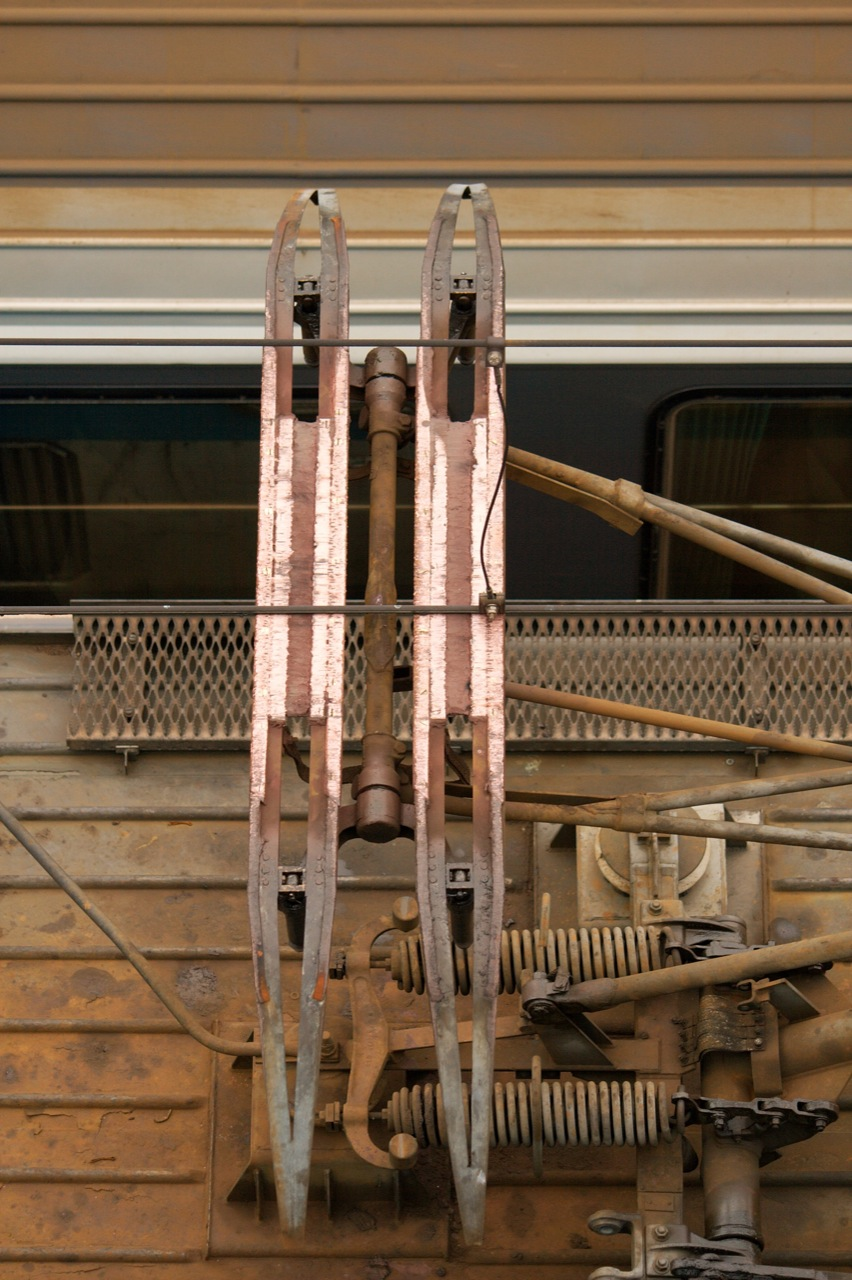
Pantograf kolejowy ze ślizgaczami miedzianymi
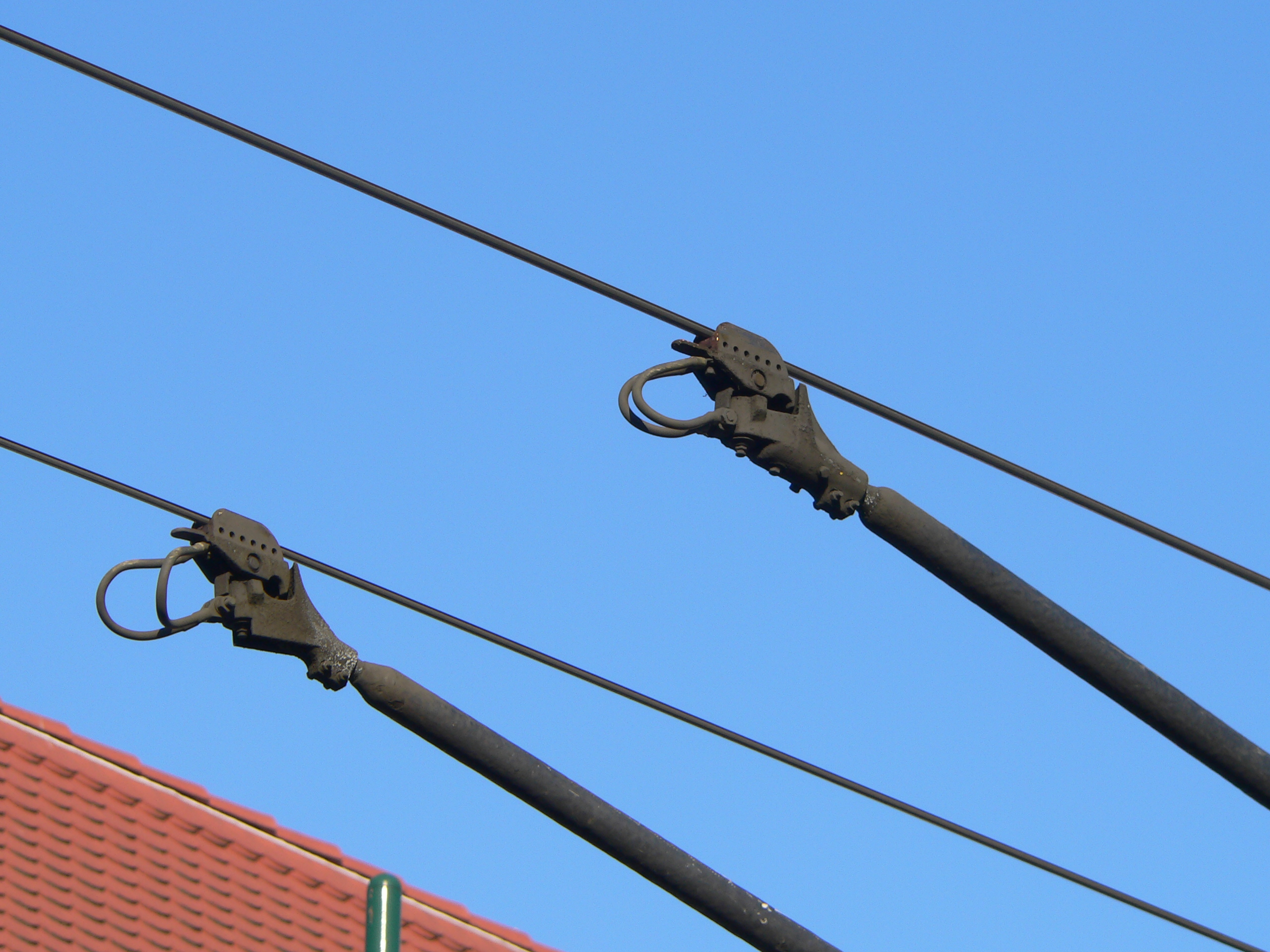
Główki troleja ze ślizgaczami
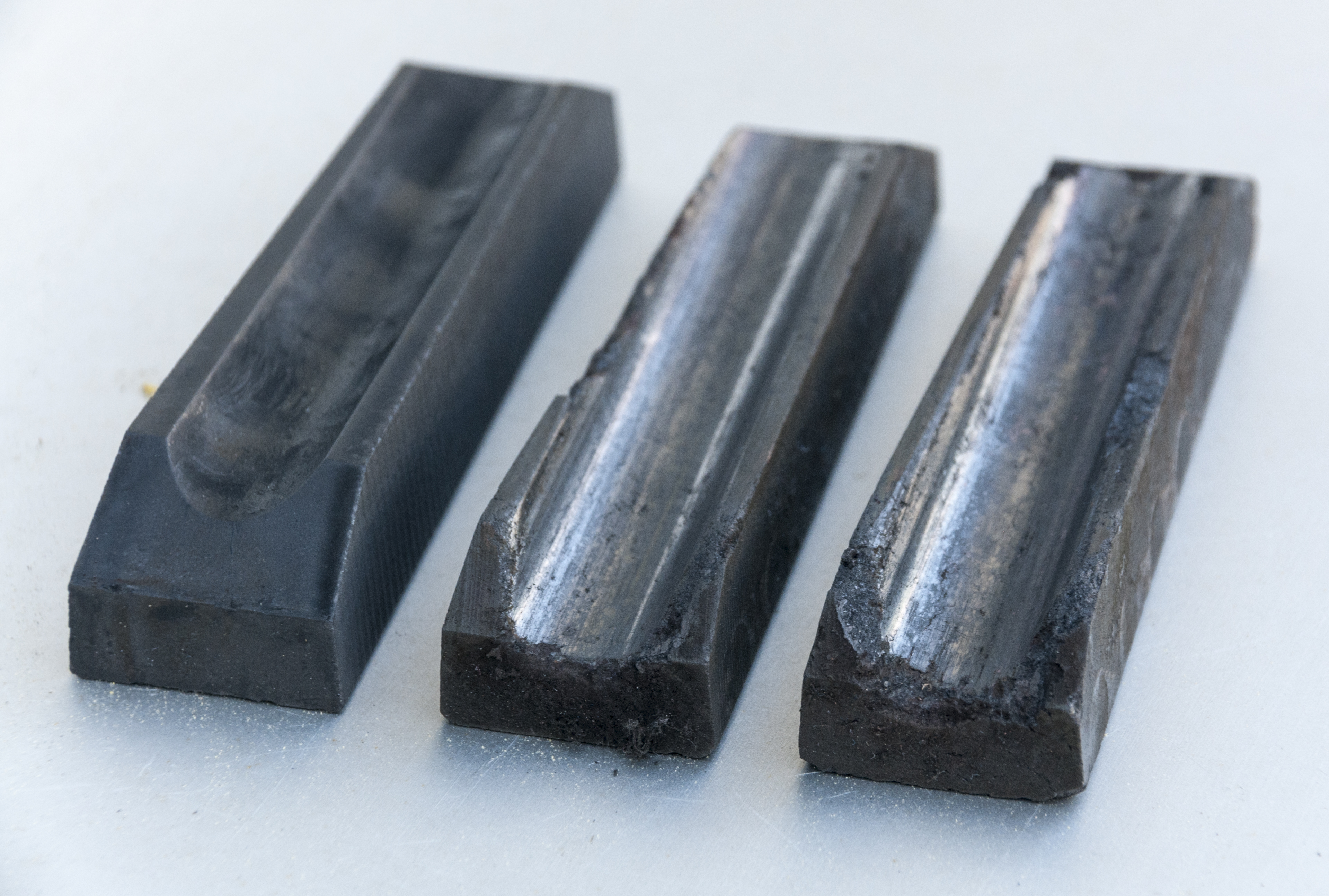
Ślizgacze trolejbusowe w różnym stopniu zużycia